# Rostislav Grigorchuk
Rostislav Ivanovich Grigorchuk (em ucraniano:  Ростислав Івaнович Григорчук, em russo:  Ростисла́в Ива́нович Григорчу́к; Oblast de Ternopil, 23 de fevereiro de 1953) é um matemático soviético e ucraniano. Trabalha na área da teoria de grupos.
É Distinguished Professor do Departamento de Matemática da Texas A&M University.
Em 2012 foi eleito fellow da American Mathematical Society. Recebeu o Prêmio Leroy P. Steele de 2015.